# サンセット・リミテッド
サンセット・リミテッド（英語: Sunset Limited）はサザン・パシフィック鉄道が運行し、現在はアムトラック（全米鉄道旅客輸送公社）が運行している大陸横断の旅客列車である。
アメリカ合衆国フロリダ州オーランドからルイジアナ州ニューオーリンズを経由してロサンゼルスまで運行されていたが、現在はニューオーリンズからロサンゼルスまでの区間のみ運行している。

## 概要
アメリカの大陸横断鉄道の多くがイリノイ州シカゴを起点としているが、サザン・パシフィック鉄道のルイジアナ州ニューオーリンズとカリフォルニア州ロサンゼルスを結ぶ路線は「サンセット・ルート (Sunset Route)」と呼ばれ数本の大陸横断列車が運行された。
そのうちサンセット・リミテッドは列車番号1, 2が与えられ、サザン鉄道を介してニューヨークからの直通寝台車も連結された。 
1971年のアムトラックの発足により、同社に運行が引き継がれた。かつてはオーランドからニューオーリンズを経由してロサンゼルスまで運行されており、1993年から1996年までの一時期まではマイアミまで運航されていたが、2005年のハリケーン・カトリーナの被害により、現在はニューオーリンズからロサンゼルスのみ運行している。西行き、東行きとも週3往復の運行である。
ニューオーリンズからロサンゼルスまで48時間で運行している。

## 歴史

### 年表
- 1893年: サンセット・リミテッド運行開始
- 1924年: 鋼製客車に置き換え
- 1949年: ディーゼル機関車導入
- 1950年: 重鋼製車両から流線形化
- 1964年: ロサンゼルスとテキサス州エルパソ間の運行を、ゴールデン・ステートと運行統合
- 1970年: 週3往復に減便
- 1971年: アムトラックの発足により、同社が運行を継承

## 停車駅

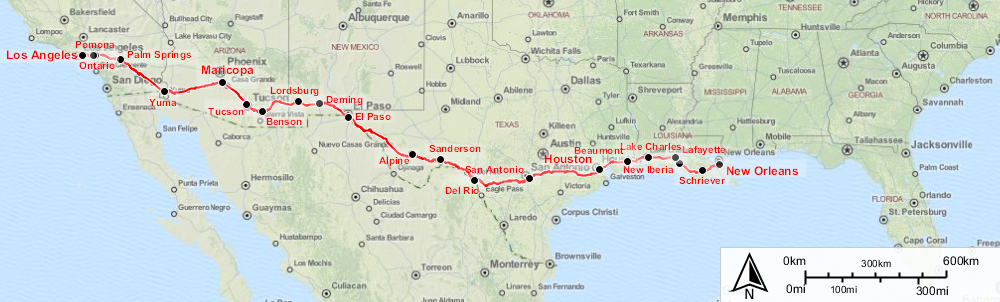

サンセット・リミテッドの停車駅は、以下の通りである。
| 停車駅                     | 州               |
| -------------------------- | ---------------- |
| ニューオリンズ・ユニオン駅 | ルイジアナ州     |
| シュリーヴァー             | ルイジアナ州     |
| ニューイベリア             | ルイジアナ州     |
| ラファイエット             | ルイジアナ州     |
| ボーモント                 | テキサス州       |
| ヒューストン               | テキサス州       |
| サンアントニオ             | テキサス州       |
| デル・リオ                 | テキサス州       |
| サンダーソン               | テキサス州       |
| アルパイン                 | テキサス州       |
| エルパソ                   | テキサス州       |
| デミング                   | ニューメキシコ州 |
| ローズバーグ               | ニューメキシコ州 |
| ベンソン                   | アリゾナ州       |
| ツーソン                   | アリゾナ州       |
| マリコパ                   | アリゾナ州       |
| ユマ                       | アリゾナ州       |
| ノース・パームスプリングス | カリフォルニア州 |
| オンタリオ                 | カリフォルニア州 |
| ポモナ                     | カリフォルニア州 |
| ロサンゼルス・ユニオン駅   | カリフォルニア州 |

## 編成
以下は1955年5月8日当時、ニューオーリンズ発ロサンゼルス行き・パームスプリングス到着時の編成である。
| 使用車両 | 車両愛称・形式      | 車種                                                    |
| -------- | ------------------- | ------------------------------------------------------- |
| SP6046   | E9Aディーゼル機関車 | ディーゼル機関車                                        |
| SP5909   | E7Bディーゼル機関車 | ディーゼル機関車                                        |
| SP6044   | PA2ディーゼル機関車 | ディーゼル機関車                                        |
| T＆NO223 |                     | バゲージ・メール（荷物・郵便車）                        |
| T＆NO301 |                     | バゲージ・ドミトリー（荷物・乗務員車）                  |
| T＆NO442 |                     | コーチ（座席）                                          |
| T＆NO432 |                     | コーチ                                                  |
| SP10407  |                     | カフェショップ・ラウンジ                                |
| T＆NO444 |                     | コーチ                                                  |
| SP2373   |                     | コーチ                                                  |
| SP9052   |                     | 寝台車（10ルーメット・6ダブルベッドルーム）             |
| SP9160   |                     | 寝台車（6セクション・6ルーメット・4ダブルベッドルーム） |
| SP9008   |                     | 寝台車（10ルーメット・6ダブルベッドルーム）             |
| SP9012   |                     | 寝台車（10ルーメット・6ダブルベッドルーム）             |
| SP10214  |                     | ダイニング                                              |
| SP2987   |                     | ビュッフェ・ラウンジ                                    |
| SOU2005  | FLINT RIVER         | 寝台車（10ルーメット・6ダブルベッドルーム）             |
| SP9007   |                     | 寝台車（10ルーメット・6ダブルベッドルーム）             |

## 註
1. 1 2  Amtrak Service To Resume November 4 Between New Orleans And San Antonio. Amtrak. 2005年10月21日.
2005年のハリケーン・カトリーナおよびハリケーン・リタの影響により、サンセット・リミテッド号は無期限でニューオーリンズ以西のみの区間運行となっている。ニューオーリンズ以東の復旧のめどは立っていない。